# Олимпийский стадион (Турин)
«Олимпийский стадион — Гранде-Торино» (итал. Stadio Olimpico Grande Torino) — многоцелевой стадион, расположенный в итальянском городе Турин. Является домашней ареной футбольного клуба Серии А Торино. Стадион расположен на площади Piazzale Grande Torino, в районе Санта-Рита, в южно-центральном районе города. В настоящее время стадион оценивается УЕФА как стадион категории 4, что является наивысшим показателем в существующем рейтинге.

## 1933—2005
Был построен в 1933 году для игр чемпионата мира по футболу, проводившегося в Италии в 1934 году, первоначально вмещал 65 тыс. зрителей. Был назван в честь тогдашнего главы государства Бенито Муссолини — Stadio Municipale Benito Mussolini. После Второй мировой войны был переименован в Комунале. До открытия «Делле Альпи» (в 1990 году) был домашним стадионом футбольных клубов «Торино» и «Ювентус». Затем функционирование было приостановлено, вплоть до зимней Олимпиады-2006, для проведения соревнований которой он был частично разрушен и реконструирован.

## Олимпиада-2006
К Олимпиаде стадион был реконструирован, в новом формате — 27 128 сидячих мест. Трибуны оснащены крышей, пространство для соревнований — под открытым небом. На стадионе были проведены церемония открытия и церемония закрытия зимних Олимпийских игр 2006.

## Настоящее время
После Олимпиады и последовавшей реконструкции, в апреле 2016 года было принято решение о переименовании стадиона в «Гранде Торино» (Stadio Grande Torino), в память игроков «Торино», погибших в авиакатастрофе 4 мая 1949 года. В настоящее время стадион является домашней ареной туринского футбольного клуба «Торино». Переименование было проведено после того, как «Ювентус» начал регулярные выступления на своем новом стадионе «Ювентус Арена», который был введен в эксплуатацию летом 2011 года.
В сентябре 2021 года на стадионе открыли пункт вакцинации от коронавируса COVID-19.

## Концерты
- Брюс Спрингстин − 21 июля 2009 (32,774 посетителей)
- U2 — 6 августа 2010, совместно с Kasabian (42,441 посетителей)
- Coldplay — Marina and the Diamonds — Rita Ora — 24 мая 2012 (39,778 посетителей)
- Muse — 28-29 июня 2013 (for 65,228 посетителей)
- One Direction — 6 июля 2014 (38,430 посетителей)